# تایلر آلوارز
تایلر آلوارز (انگلیسی: Tyler Alvarez؛ زادهٔ ۲۵ اکتبر ۱۹۹۷) هنرپیشه اهل ایالات متحده آمریکا است.
از فیلم‌ها یا برنامه‌های تلویزیونی که وی در آن نقش داشته‌است می‌توان به هر راه جادوگر، تخریبگر آمریکایی اشاره کرد.